# Économie circulaire

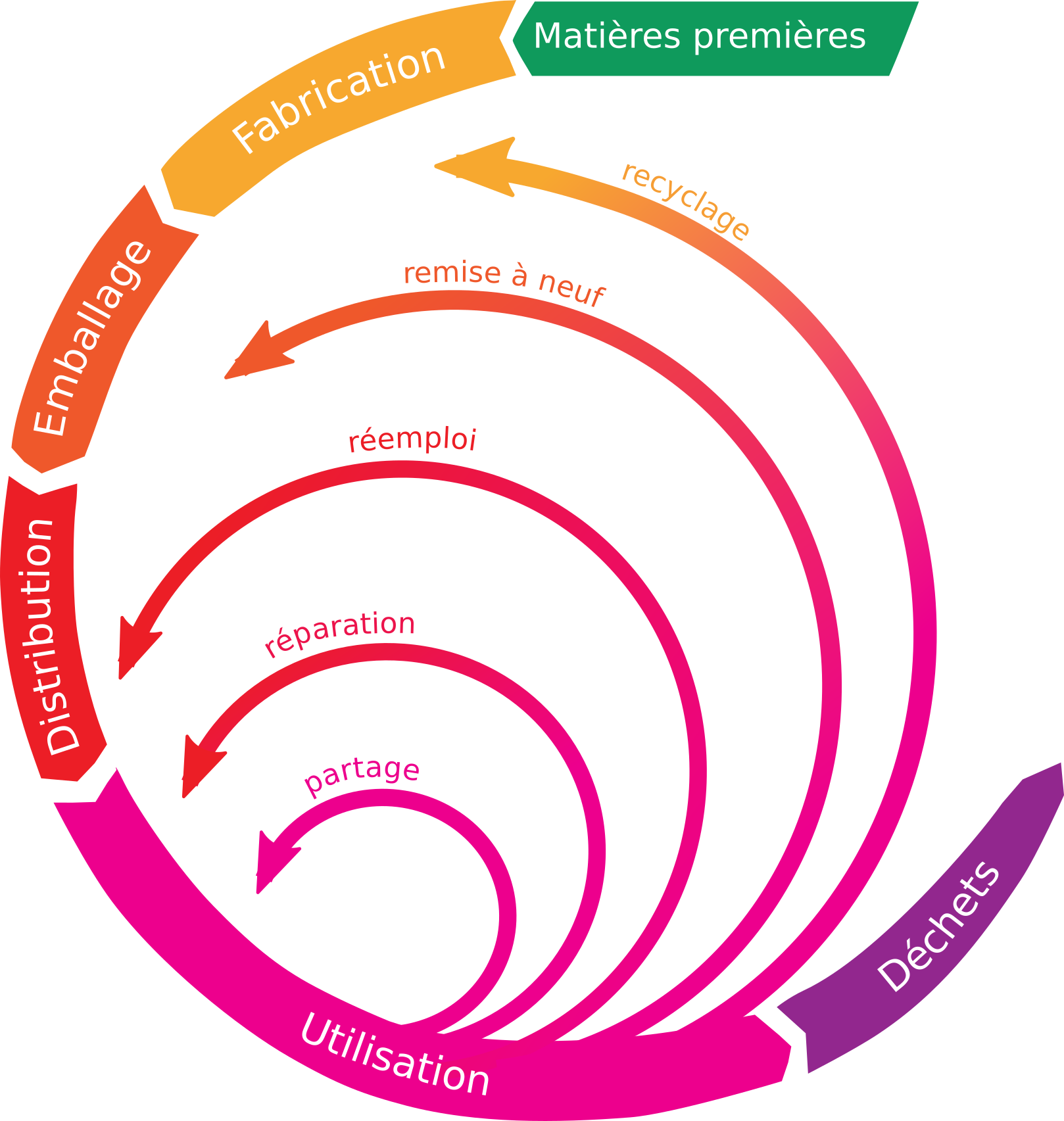
Cycle de vie d'un produit, faisant apparaître l'économie circulaire.

L'économie circulaire est un nouveau modèle économique à vision systémique. Les notions d'économie verte, d’économie de l'usage ou de l'économie de la fonctionnalité, de l'économie de la performance et de l'écologie industrielle font partie de l'économie circulaire.
Une telle économie fonctionne en boucle, abolissant ainsi la notion de « déchet ». Son objectif est de produire des biens et services tout en limitant fortement la consommation et le gaspillage des matières premières, et des sources d'énergies non renouvelables.
Selon la fondation Ellen MacArthur (créée pour promouvoir l'économie circulaire), il s'agit d'une économie industrielle qui est, à dessein, réparatrice et dans laquelle les flux de matières sont de deux types bien séparés : les nutriments biologiques, destinés à ré-entrer dans la biosphère en toute sécurité, et les nutriments techniques (« technical nutrients »), conçus pour être recyclés en restant à un haut niveau de qualité, sans entrer dans la biosphère.

## Historique
L'idée d'économie circulaire s'inspire notamment de Michael Braungart et de William McDonough ou plus exactement de leur formulation de la théorie « Du berceau au berceau » (formalisée en 2002). Cependant, le concept de circularité est antérieur : il a été proposé en 1966 dans un livre de Kenneth Boulding. ll préconise que l’homme doit s’inscrire dans un système écologique cyclique capable d’une reproduction continue de toute forme matérielle. Le terme d’économie circulaire apparaît, lui, pour la première fois dans un livre d’économie de l’environnement en 1989 (R Kerry Turner et David William Pearce , 1989).
Le premier livre sur l'économie circulaire en langue française paraît en 2009 (Économie circulaire : l'urgence écologique écrit par Jean-Claude Lévy), et attire alors l'attention des écologistes et des médias,. En France, ce premier livre est suivi d'une mission ministérielle voulue par Pascal Canfin, alors ministre du Développement international au ministère des Affaires étrangères, sur l'économie circulaire dans le développement menée par Jean-Claude Lévy et Vincent Aurez (rapporteur). La mission a mené à la publication d'un article puis d'un livre qui ont soutenu les travaux sur le sujet lors de la conférence environnementale.
La pratique d’une économie circulaire est beaucoup plus ancienne : « jusqu’aux années 1930, on collecte et on utilise des boues et des ordures ; au-delà, on enlève et on détruit ou élimine des déchets ».

## Éléments de définition
L'économie circulaire se veut plus « écologiquement vertueuse » que les modèles économiques classiques qui basent le développement économique sur une production de richesse ou de plus-value se traduisant par une destruction de ressources.
Elle promeut pour cela un système économique et industriel d'une part sobre en carbone et en énergie et d'autre part sobre en ressources naturelles pas, peu, difficilement, lentement ou coûteusement renouvelables, fondé sur l'écoconception des produits et services qui doit favoriser le recyclage au meilleur coût.
Pour Arnaud Gossement, spécialiste du droit de l'environnement, malgré un travail et rapport du comité opérationnel français no 31 sur « l'économie de fonctionnalité » faisant suite au Grenelle de l'environnement, « l'expression « économie circulaire » n'est pas tout à fait stabilisée » et l'expression ne figure pas dans la feuille de route pour la transition écologique écrite pour mettre en œuvre la conférence environnementale qui évoque, elle, une « transition écologique de l'économie ».
En tant que théorie, l'économie circulaire est compatible avec les théories de l'économie de la frugalité ou de la décroissance ou de la sobriété heureuse. Elle semble cependant également compatible avec un modèle classique optimisé et intégrant l'écoconception, mais reposant toujours sur le recyclage rapide d'objets rendus désuets par la mode et la publicité ou par une obsolescence technique programmée.
L'économie circulaire présente entre autres deux enjeux environnementaux et économiques.
D'un premier côté, l'enjeu est de pouvoir répondre à la problématique que posent l'obsolescence programmée des produits et la croissance importante de la consommation mondiale de matières premières. L'économie circulaire intervient dans l'optimisation de l'utilisation des ressources limitées (dont le foncier) ou en voie de raréfaction (quatorze minéraux ou métaux dont le béryllium, le cobalt, l’indium, le magnésium, les terres rares et le tungstène sont de plus en plus demandés par l'industrie, ce qui peut être source de tensions sociopolitiques et d'inégalités).
Elle joue un rôle nouveau dans la gestion des déchets et du recyclage. À cet égard, l'économie circulaire est un modèle innovant qui a pour objectif de rechercher l'efficience de l'économie des ressources. Cela passe par le fait de donner une seconde vie aux produits et notamment par des méthodes de réemploi, de réparation et de réutilisation des matières premières.
D'un autre côté, l'économie circulaire conduit aussi à des avantages économiques. Cette méthode peut être facteur d'attractivité d'un territoire et d'opportunité d'emplois. Le déploiement d'une économie circulaire permet de créer de nouvelles activités, notamment dans le secteur de l'écoconception, gestion des ressources naturelles et des énergies renouvelables.
L'économie circulaire permet également la sécurisation des approvisionnements. Elle permet l'approvisionnement en ressources naturelles critiques, de répondre à de nouveaux modes de consommation et de réduire les coûts. Face à l'augmentation de la demande en ressources émanant de la population, et pour faire face à la raréfaction des ressources, certaines entreprises sécurisent leur approvisionnement en recyclant leurs propres produits ou en collectant, puis recyclant les déchets. Pour répondre aux nouveaux modes de consommation, il existe la consommation collaborative. 48 % des Français pratiqueraient régulièrement la consommation collaborative et 80 % d'entre eux compteraient la pratiquer. Les opportunités de réduction des coûts sont la réduction de la consommation des matières premières, la réduction du coût d'élimination des déchets ou le prolongement de la durée de vie des produits.
Selon un rapport de McKinsey réalisé pour la Fondation Ellen MacArthur, l'économie circulaire permettrait aux entreprises d'économiser annuellement plus de 240 milliards de dollars en Europe, en réduisant la consommation des matières premières.
La fondation Ellen MacArthur, créée en 2010 avec un groupe de « partenaires fondateurs » — B&Q, BT Group Cisco, National Grid et Renault — pour inspirer un monde repensé et un avenir positif, a produit deux rapports sur l'économie circulaire (associée à l'économie de la fonctionnalité) et contribue à diffuser ce concept.
Le concept d'économie circulaire est toutefois trompeur, selon les décroissants. Il fait fi des considérations exergétiques qui veulent qu'à chaque étape, quelle qu'elle soit, il faille introduire derechef de l'énergie dans le cycle. Par ailleurs, il est impossible d'empêcher entièrement la dissémination des matériaux. Le cycle théoriquement fermé s'avère en réalité pour partie ouvert. Ainsi, à titre d'exemple, parmi les plastiques, seuls les emballages dotés de la mention PETE ou HDPE sont recyclables, en l'état actuel de la technique. Ces emballages plastiques peuvent servir à fabriquer des vestes polaires non recyclables, le plastique ne pouvant être réutilisé qu'une seule fois.
Selon un rapport de l'ONG Circle Economy, la réutilisation des ressources augmente (3 % entre 2015 et 2017) moins rapidement que l'extraction des matières premières.
Pour Thibault le Carpentier, l'économie circulaire doit être redéfinie dans le secteur commercial et devrait intégrer l'ensemble de  la chaîne des acteurs, dont les commerçants.

## Par pays
De nombreux pays mettent en place un certain soutien à l’économie circulaire, parfois marqué par exemple en Suisse où le Canton de Genève l'a inscrite dans sa constitution, au Japon (via une Loi-cadre) ou en Écosse ou dans la ville de Roubaix où l'on vise une politique zéro déchet). La Chine a annoncé vouloir développer 100 « villes-modèles » dans le domaine… Un petit tour du monde d’économie circulaire proposé par Olivier Dubigeon.
Dans un rapport à paraître[réf. nécessaire], le Club de Rome estime que la stratégie d’utilisation efficace des matières, qui passe notamment par la prévention des déchets et des gaspillages et la maximisation de la réutilisation et du recyclage, entraînerait, à elle seule dans le cas de la Suède qui a été étudié, une réduction de 10 % des émissions de GES, la création de 50 000 emplois et plus de 2 points de croissance. Fort de ces résultats, dans le contexte actuel d’urgence climatique et de crise économique, le club de Rome invite l’UE et ses États membres à faire de l’économie circulaire un élément essentiel des politiques de lutte contre le changement climatique.

### Allemagne
L’originalité de l’Allemagne réside en un volet d’une politique plus large sur l’utilisation efficace des ressources. L’optimisation de l’utilisation des ressources depuis 2000 est au cœur de la politique de développement durable de ce pays. Depuis tout le programme est centré sur l’utilisation efficace des matières premières et la préservation des ressources.
Depuis l’expertise de l’Allemagne dans le cadre de l’économie circulaire s’est confortée. C’est un ensemble des programmes structurés sur l’utilisation et le renouvellement des ressources. Ce programme dénommé PROGRESS,, complète la politique environnementale de l’Allemagne sur un ensemble de ressources non encore couvertes à savoir les matières premières non énergétiques et non alimentaires.
Le postulat de base est de transformer les impératifs écologiques en opportunités économiques pour les entreprises. Les orientations de ce programme lient de façon étroite intérêts environnementaux et économiques. Pour cela ce sont les actions obtenues par la transformation des matières qui sont les plus recherchées. Ce programme englobe aussi surtout un des principes de l’économie allemande dans le cadre des matières premières basé sur la sécurisation d’approvisionnement en métaux stratégiques,.
Ce programme intègre aussi un autre aspect primordial dans le cadre de la gestion des ressources. Il s’agit du principe stratégique de renforcement de la gestion « en cycle fermé » de la matière[réf. incomplète], c'est-à-dire du recyclage[réf. souhaitée]. Ceci constitue un des grands fondamentaux de la démarche en économie circulaire.

#### Comparaison Allemagne-France
Cette section ne s'appuie pas, ou pas assez, sur des sources secondaires ou tertiaires indépendantes du sujet. Le texte peut contenir des analyses inexactes ou inédites de sources primaires.
Pour l'améliorer, ajoutez-en, ou placez des modèles {{Source secondaire souhaitée}} ou {{Source secondaire nécessaire}} sur les passages mal sourcés. (janvier 2023)
La création d’un système écologique cyclique est une priorité du Pacte vert de la Commission depuis 2019, d’autant plus que la Commission a présenté le 11 mars 2020 un nouveau plan d’action pour l’économie circulaire en Europe[source insuffisante]. L’Allemagne et la France jouent d’autant plus un rôle prépondérant dans l’inscription de l’économie circulaire à l’agenda européen, même si leurs systèmes d’économie circulaire sont bien distincts.
En étant le premier pays à légiférer sur le sujet en 1996 avec la loi « Kreislaufwirtschaft », l’Allemagne s’est ancrée depuis la fin des années 1990 dans une économie circulaire basée sur l’efficacité des ressources, en s’axant principalement sur les déchets, le tri et le recyclage. Depuis la création de son programme PROGRESS, elle doit désormais présenter un rapport sur l’évolution de l’efficacité des ressources tous les quatre ans au Bundestag.
La France définit seulement l’économie circulaire en tant qu’objectif national et pilier du développement durable le 18 août 2015, en l’inscrivant dans la loi de la transition énergétique pour la croissance verte. C’est ensuite grâce à sa feuille de route sur l’économie circulaire, qu’elle publie le 23 avril 2018, que des mesures concrètes seront évoquées.
Contrairement à la France, l’Allemagne ne dispose pas de feuille de route malgré les efforts menés lors d’une initiative allemande pour l’économie circulaire le 1er mars 2019, rassemblant experts politiciens, économistes, scientifiques et membres de la société civile.
Les modèles français et allemands se distinguent notamment par les domaines de l’économie circulaire qu’ils ont ciblés et priorisés. La feuille de route française sur l’économie circulaire publiée en avril 2018 a été la base du travail de la loi anti-gaspillage promulguée le 10 février 2020 en France. Cette loi place la réparation au cœur de la politique d’économie circulaire française. En effet, elle vise à mettre fin au plastique jetable d’ici 2040 en instituant certaines mesures telles que la mise en place d’un logo unique sur les poubelles afin d’harmoniser leurs couleurs, l’interdiction d’éliminer les invendus alimentaires ou encore la création d’un indice de réparabilité afin de lutter contre l’obsolescence programmée. C’est pour cela que le premier ministre Édouard Philippe du gouvernement d’Emmanuel Macron définira par la suite la réparation comme un enjeu stratégique du modèle français d’économie circulaire.
Du côté allemand, la mise en place de la loi sur les emballages intitulée « VerpackG »[source insuffisante] au 1er janvier 2019 est la preuve que leur stratégie s’axe sur le recyclage. Cette loi vise à étendre la responsabilité du recyclage, en inscrivant le logo « VerpackG » sur les emballages concernés afin d’inciter davantage les consommateurs à recycler. L’objectif de cette loi serait d’atteindre un recyclage de 70 % pour les emballages de boisson et d’étendre une consigne obligatoire pour ces emballages.
Ces deux modèles d’économie circulaire ne sont donc pas dotés des mêmes outils politiques, mais ne partagent également pas les mêmes objectifs, au vu des dernières lois mises en place[source secondaire souhaitée].

### Brésil
La réglementation brésilienne, avec des normes de rejet renforcées et des incitations fortes en faveur de la diminution du prélèvement de la ressource, impose à l’industrie papetière de s’intéresser aux solutions de valorisation en matière de ses déchets, notamment à la valorisation énergétique de ses effluents. Une loi fédérale oblige tout planteur d’eucalyptus à revitaliser une superficie correspondant à au moins 20 % de celle utilisée à des fins industrielles[réf. nécessaire].

### Canada
Au Canada certaines entreprises forestières ont commencé à réutiliser plus de 90 % de certains types de résidus de transformation pour produire des fertilisants organiques.
Le programme de recherche sur l’économie circulaire du Centre international de référence pour le cycle de vie des produits, processus et services (CIRAIG), vise à permettre une utilisation plus durable des ressources grâce à une meilleure (re)circulation de la matière dans l’économie.

### Chine
Pour la république populaire de Chine, l'économie circulaire désigne l'ensemble des activités de réduction, de réutilisation et de recyclage menées durant le processus de production, de distribution et de consommation. (Extrait de l'article 2 de la loi sur l'économie circulaire de la république populaire de Chine).
Cette définition rappelle les différentes opérations de valorisation des déchets en ressources.
La Chine constitue, avec les autres pays précités, l'un des concepteurs de l’économie circulaire. Cette dernière est aujourd’hui une priorité pour le pouvoir public de ce pays depuis bientôt une vingtaine d’années. Cela dans la mesure où, la Chine, nouvelle première puissance économique mondiale doit faire face aux exigences du développement en alliant développement industriel et le respect des normes environnementales.
En 1999, le pouvoir public par le biais de l’Administration Nationale, lance le programme SEPA, il s’agit d’un programme avec plusieurs projets pilotes. Au cours des années 2000, le président Chinois a appelé lui-même à reconnaître l’économie circulaire. La promotion de l’économie circulaire a concrètement commencé en 2006 par des travaux préparatoires. Plusieurs lois sectorielles, allant dans le sens de la promotion de l’économie circulaire, vont être ainsi mises en place. Ces lois par secteurs aboutissent à la loi de promotion de l’économie circulaire qui est accompagnée par un certain nombre de décrets.
Dans cette loi sur l’économie circulaire, un rôle prépondérant a été dédié aux collectivités territoriales. Dans ce sens, elles sont obligées de décliner les objectifs de l’économie circulaire à travers des plans de développement régionaux. À l’échelle nationale, le plan national de développement de l’économie circulaire va être ficelé pour la période allant de 2010 à 2015.

### Danemark
Le point de départ de la symbiose industrielle de Kalundborg est l’épuisement des ressources naturelles, l’augmentation des prix de l’énergie et des matières premières.
Face à ses dérives il fallait trouver une solution pour remédier à cela. Des ingénieurs ont expérimenté une pratique qui repose sur un ensemble d’échanges de matières premières et de déchets entre industries de manière que les déchets des unes deviennent les matières premières des autres. Ce procédé a été mis en place au sein de la plus grande centrale électrique du pays. Une ville où chaque entreprise utilise à bon escient les déchets de ses consœurs, et génère des profits tout en protégeant l’environnement. Ce concept est devenu une réalité au Danemark dans les années 1970, lorsqu’un petit nombre d’entreprises et la collectivité de Kalundborg ont décidé d’être reliées les unes aux autres par des canaux afin, d’optimiser l'utilisation de l'eau, économiser de l'énergie et réutiliser les déchets. Résultat, l’eau usagée de la raffinerie de pétrole Statoil n’est plus rejetée dans la rivière mais évacuée vers la centrale électrique Asnaevaerket, qui l’emploie comme eau de refroidissement.
La centrale électrique fournit quant à elle de la vapeur aux autres entreprises membres de cette «symbiose industrielle», ainsi qu’aux 20 000 habitants de Kalundborg qui l’utilisent pour se chauffer. Et ainsi de suite, jusqu’à ce que la boucle des échanges entre les entreprises soit bouclée.
Les avantages en matière économique et environnementaux :
- La mise en place d’une vingtaine de contrats d’achat et de vente de sous-produits issus des productions industrielles ;
- La maîtrise des dépenses liées aux achats de matières premières ;
- La réduction de la consommation de matières premières ;
- La réduction des volumes de déchets ;
- L’économie de 300 000 tonnes de pétrole par an depuis l’an 2000 ;
- La réduction d’émission de CO2 ;
- La réduction d’eau, estimé à 1,2 million de mètres cubes par an depuis l’an 2000 ;
- Le passage à l’énergie renouvelable pour l’ensemble du parc industriel de Kalundborg.

### Écosse
L’Écosse hiérarchise le recyclage des matériaux en fonction de leur degré d'impact sur l'environnement. L’Écosse vise un objectif de 75 % de recyclage en 2025 et zéro déchets à terme. Le pays a présenté un plan axé sur l'économie circulaire, via une hiérarchisation des matériaux à recycler en fonction de leur impact carbone.

### France
La notion d'économie circulaire fut médiatisée à l'occasion du Grenelle de l'environnement en 2007.
Pour l'Agence de l'environnement et de la maîtrise de l'énergie (ADEME), l'économie circulaire se compose de trois domaines d'actions, chaque domaine s'appuyant sur des axes d'orientation formant les 7 piliers de l'économie :
- la gestion des déchets ;
  - le recyclage ;
- l'offre économique ;
  - l’approvisionnement durable ;
  - l’écoconception ;
  - l’écologie industrielle et territoriale ;
  - l’économie de la fonctionnalité ;
- la consommation du citoyen ;
  - l'allongement de la durée d’usage par le réemploi et la réparation[45]
  - la consommation responsable.

Elle est parfois associée à la notion de troisième révolution industrielle qui lui ajoute une dimension de production locale et décentralisée de l'énergie (« économie latérale »), via, selon Jeremy Rifkin, économiste américain promoteur d'un nouveau paradigme économique, un réseau électrique intelligent qui, à l'image d'Internet pour les informations, constituerait une sorte d'Internet de l'énergie.
Par leurs compétences, les collectivités territoriales sont des acteurs clés de la mise en place d'une économie circulaire.
Le député français François-Michel Lambert, président et cofondateur avec la sénatrice Chantal Jouanno de l'Institut de l'économie circulaire,, lancé le 6 février 2013, il est riche de cent cinquante membres.
L’Agence de l’environnement et de la maîtrise de l’énergie (ADEME) et l'Institut de l'économie circulaire ont organisé le 17 juin 2014 à Paris les 1ères Assises de l’économie circulaire,,.
Selon le ministère français de l'Écologie, du Développement durable et de l'Énergie, l'économie circulaire a pour objectif de rompre avec la logique linéaire qui prévaut : extraire, fabriquer, consommer, jeter. Face à l'épuisement de nos ressources, l'économie circulaire propose de produire autrement, en intégrant une exigence écologique à tous les niveaux, de la conception, en passant par la production, jusqu'au recyclage. Dans ce modèle, les sources d’énergie utilisées doivent être le plus possible renouvelables et le recours aux produits chimiques évité, mais le maillon essentiel est bien le zéro déchet.
En France, de nombreux acteurs soutiennent le développement de l'économie circulaire : entreprises classiques, structures de l'économie sociale et solidaire, financeurs nationaux, collectivités territoriales, Fondations, etc.

### Japon

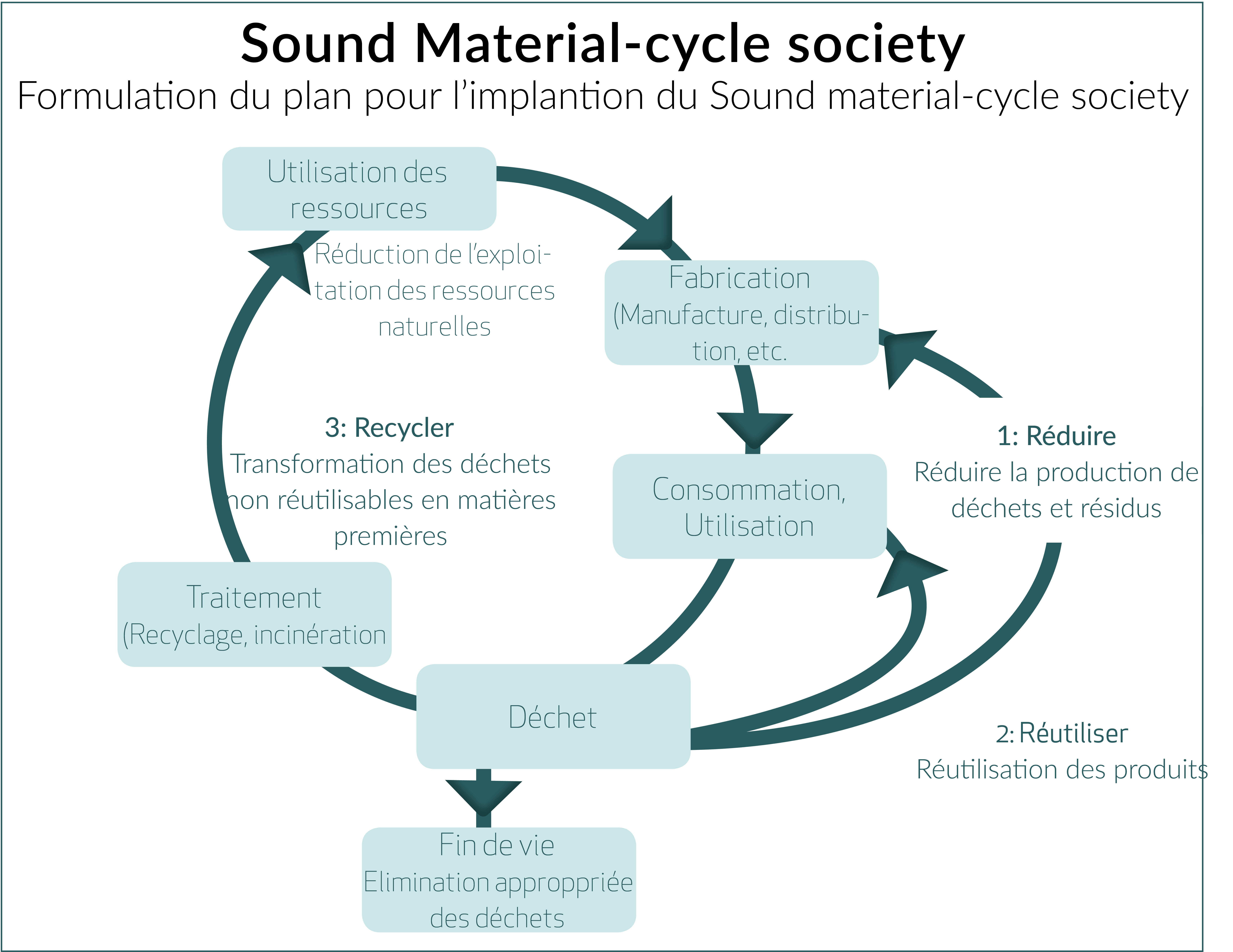
Schéma de la Sound material-cycle society.

Le Japon est le premier pays à concevoir un modèle de développement basé sur l'économie circulaire. Celle-ci est développée à travers le concept de « sound material-cycle society », basé sur les 3R (réduire, réutiliser, recycler). La Sound material-cycle society est définie comme « une société dans laquelle la consommation des ressources naturelles est préservée et l’impact environnemental réduit par l’application d’une démarche 3R aux déchets ». Pour le Japon, le périmètre opérationnel de l’économie circulaire est limité au champ traditionnel des déchets qu’il s’agit de prévenir, de réutiliser ou de recycler.

#### Contexte
En raison de son manque de ressources naturelles et de la pénurie d’espace, le Japon se voit obligé de développer des stratégies promouvant l'efficience et la rationalisation dans l'utilisation des ressources non renouvelables.
En outre, dans les dernières années, afin de stimuler son économie et de rattraper les puissances occidentales, le Japon a mené une politique agressive d’obtention de ressources énergétiques qui échoua à cause des coûts d’extraction, et se termina par une dépendance aux importations de pétrole. Lorsque la crise pétrolière a éclaté, le Japon a dû repenser son mode de développement.

#### Genèse de l’économie circulaire au Japon
Le développement historique de l’économie circulaire au Japon est divisé en trois étapes :

##### Efficacité énergétique
Pendant les années 1870 et 1880, le Japon commence son exploration sur des actions qui feront partie de ce que l’on appellera plus tard économie circulaire. Parmi ces premières actions on trouve : l’ajustement de la structure énergétique à travers la diversification des sources énergétiques (pétrole, charbon et gaz), l’optimisation de la structure industrielle grâce à la réduction des industries à haute consommation énergétique, au développement d’une industrie de la connaissance et l’amélioration de l’efficience énergétique des industries.
L’investissement dans les industries lourdes pour moderniser l’équipement a permis une augmentation de 20 % de l’efficacité d’utilisation de l’énergie et l’instauration d’un système d’économie circulaire basé sur l’utilisation rationnelle et efficiente de l’énergie.

##### Ressources renouvelables
Pour compléter sa stratégie avec les changements sur l’utilisation des ressources non renouvelables, le Japon ouvre la possibilité à l’obtention et l’utilisation des énergies alternatives (énergies renouvelables). Pour y arriver, deux antécédents importants : (1) le rapide développement de l’industrie technologique qui pousse les ressources non renouvelables jusqu’à l’épuisement total, (2) et le progrès technologique en matière des énergies alternatives.
Dans ce but, les ressources renouvelables sont classifiées en deux catégories selon sa vitesse de régénération : l’énergie solaire, l’énergie éolienne, l’énergie marémotrice, l’énergie hydraulique d’une vitesse de régénération supérieure, et les ressources forestières, ressources animales (biomasse) de régénération plus lente.
C’est ainsi que le Japon va exposer les grandes lignes de son plan sur l’utilisation des énergies alternatives (renouvelables) pour renforcer son système d’économie circulaire dont l’objectif est de diminuer la création des déchets dès les premières étapes dans les systèmes de production/consommation et de réduire les coûts de gestions des déchets grâce à la diminution de la pollution.

##### Économie circulaire intégrale
Les changements stratégiques de ressources renouvelables et l’utilisation optimale des ressources non renouvelables sont les deux piliers qui vont ensuite permettre la construction d’une société circulaire au Japon, grâce à son intégration au système social, de l’économie et de ses habitants pour stimuler pleinement le développement de son système d’économie circulaire.
Pour son succès, le Japon a dû promouvoir l’économie circulaire du comportement individuel à son évolution vers un comportement social, grâce à une approche top-down dans la structure sociale. De cette manière, l’économie circulaire est devenue un modèle de vie national.

#### Lois
Le Japon possède un système légal complet et rigoureux qui représente un puissant support pour l’implémentation au niveau national de son système d’économie circulaire. Le dispositif législatif est structuré en trois niveaux :
| Catégorie            | Dénomination                                                                                   | Date |
| -------------------- | ---------------------------------------------------------------------------------------------- | ---- |
| Lois fondamentales   | Loi cadre sur l'environnement                                                                  | 1993 |
| Lois fondamentales   | Loi cadre pour l'établissement d'une société circulaire                                        | 2000 |
| Lois complémentaires | Loi sur la gestion de déchets                                                                  | 1970 |
| Lois complémentaires | Loi sur la promotion de l’usage efficace des ressources (3R)                                   | 1991 |
| Lois sectorielles    | Loi pour la promotion du tri sélectif et du recyclage des récipients et emballages             | 1995 |
| Lois sectorielles    | Loi sur le recyclage du gros électroménager                                                    | 1998 |
| Lois sectorielles    | Loi pour la promotion de l'usage des déchets alimentaires recyclables                          | 2001 |
| Lois sectorielles    | Loi sur le recyclage des matériaux de construction                                             | 2002 |
| Lois sectorielles    | Loi sur le recyclage des véhicules en fin de vie                                               | 2002 |
| Lois sectorielles    | Loi pour la promotion des ressources agricoles, marines et sylvicoles en tant que biocarburant | 2009 |
| Lois sectorielles    | Loi pour la promotion du recyclage des petits produits électroniques (D3E)                     | 2012 |

##### Loi cadre pour l'établissement d'une société circulaire
La loi de base est structurée en trois parties. La première, à partir de la définition de la notion de sound material-cycle society, définit le panel d'acteurs auxquels s'adresse la loi : État, collectivités locales, entreprises, ONG. Le rôle attendu de chaque acteur est défini dans des articles de loi spécifiques, État et collectivités locales: politique et mesures d'incitation, coordination et coopération entre acteurs; Entreprises: mise en œuvre des démarches de prévention, réutilisation et recyclage ; Consommateurs : changement de comportement/style de vie, etc. Quant à lui, l’État est supposé montrer l'exemple en matière d'achats de produits recyclés.
Dans sa deuxième partie, la loi décrit l'institutionnalisation d'un plan pluriannuel qui permet de maintenir dans la durée des dynamiques d'acteurs dans un processus d'amélioration continue; ainsi que des mécanismes associés de concertation, d'information et d'évaluation. Le plan est considéré comme l'outil central pour la mise en œuvre des politiques de l’État en matière d'économie circulaire intégrant différentes dimensions et instruments d'action publiques et donnent la vision à moyen/long terme de l'économie circulaire. D'ailleurs, le plan pluriannuel définit trois indicateurs macro de flux de matières utilisés pour la définition des objectifs comme la productivité des ressources, le taux d'usage circulaire des ressources et le taux de mise en décharge. Le premier plan fondamental a vu le jour en 2003 après deux années de travaux préparatoires, actuellement il est en cours le deuxième plan pluriannuel.

##### Loi sur la promotion de l'usage efficace des ressources
Préparée en 2000, elle entre en vigueur en avril 2011. Elle vise à développer des initiatives 3R intégrées, elle est sous la responsabilité conjointe du ministère de l'économie, du commerce et de l'industrie (METI) et du ministère de l'environnement. Le METI désigne les secteurs et les produits pour lesquels il est demandé aux industriels de prendre des engagements volontaires pour des actions telles que la mise en place de démarches 3R dans la production ou le fait de considérer le 3R dans la phase de conception afin d'avoir :
- des produits facilement recyclables ou avec une durée de vie plus longue ;
- l'étiquetage pour le tri sélectif ;
- la mise en place de systèmes de collecte et de recyclage ;
- l'usage des coproduits ;
- la réutilisation de composants ;
- la réduction des intrants.

### Pays-Bas

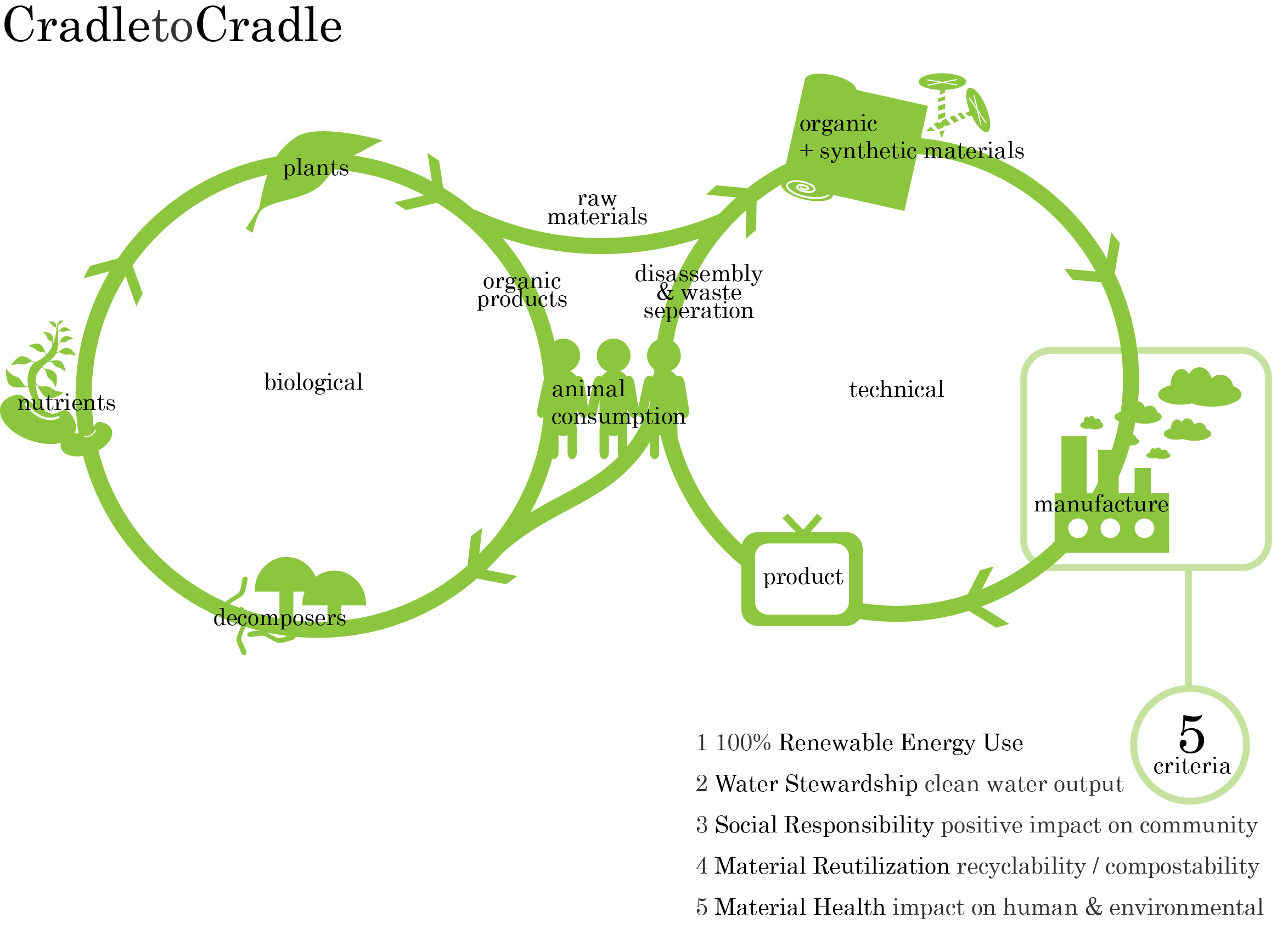
Modèle du concept « du berceau au berceau » (cradle to cradle).

Dans ce pays on utilise le concept « du berceau au berceau » (cradle to cradle). Les Pays-Bas constituent l’un des pays les plus actifs dans la vulgarisation de ce concept.
Ce modèle se base sur une utilisation de matières premières biodégradables et/ou des matières premières synthétiques. C’est une démarche d’écoconception qui a pour principal objectif l’économie des matières premières. L’allemand Michael Braungart, chimiste de formation et l’américain William McDonough, architecte, ont participé à populariser ce concept.
La volonté des Pays-Bas de passer d’une économie linéaire à une économie circulaire se concrétise dans la création d'une plateforme répertoriant toutes les entreprises œuvrant dans l’économie circulaire. Cette plateforme a pour objectifs :
- d’identifier des freins ;
- d’émettre des recommandations à destination des entreprises.

### Union européenne
La Commission européenne avait annoncé le 16 décembre 2014 introduire dans son agenda 2015 une révision de la législation sur les déchets pour en faire un paquet législatif ambitieux sur l'économie circulaire, mais le 25 février, ce projet était abandonné par le collège des nouveaux commissaires « en raison d’une absence d’accord sur son contenu au niveau du Conseil européen », alors même que ce projet était « soutenu par des entreprises, et une majorité d’eurodéputés et de ministres de l’environnement », malgré la « colère » des collectivités locales, le soutien officiel (notamment manifesté par un courrier commun signé le 1er décembre 2014) d'une dizaine d’États (et de leurs ministres de l'environnement) et l'adhésion de grandes collectivités territoriales (le Comité des régions a notamment fermement demandé son retour (mi-février 2015). Le comité des régions demande au moins la mise en œuvre urgente de 5 mesures : interdire la mise en décharge de déchets recyclables et biodégradables au 1er janvier 2025, adopter une règle unique de calcul des taux de recyclage pour toute l’UE , utiliser des produits recyclés dans les produits du marketing, se fixer des objectifs ambitieux en matière de recyclage des biodéchets et pour la productivité des ressources (au moins 30 % de hausse d’ici à 2030). Un représentant, de la Commission a annoncé à Bercy le 22 janvier 2015, que le paquet ne serait pas « abandonné » mais « remanié » pour « encourager le recours aux labels et à l’éco-conception ». Le texte prévu pour septembre 2017 a été repoussé (à la suite notamment de désaccords sur les ambitions à avoir en matière de réduction des déchets mis en décharge (10 % du total des déchets municipaux générés en 2030 dans la proposition initiale, objectif jugé en 2017 trop ambitieux par la commission qui veut le reporter à 2040, alors que le Parlement s’y oppose).
En juillet 2017, le Parlement européen a approuvé des recommandations pour que les États membres adoptent des lois donnant aux consommateurs le droit de réparer leurs appareils électroniques.[réf. nécessaire]

### Suisse
En 2012, le Canton de Genève a inscrit l'écologie industrielle dans sa constitution.
Le 25 septembre 2022, 89 % des votants du Canton de Zurich ont accepté d'inscrire l'économie circulaire dans la constitution cantonale. Zurich est ainsi devenu le premier des 26 cantons suisses à inscrire explicitement l'économie circulaire dans sa constitution,.
En 2024, le gouvernement du Canton de Vaud propose d’inscrire l'économie circulaire dans la constitution vaudoise. Le projet devrait être soumis en votation populaire fin 2025 ou début 2026.

## Conditions
Ce modèle économique pourrait être favorisé par le développement des écotaxes, l'augmentation des coûts de l'énergie et des matières premières.
Il pourrait s'appuyer sur le partage des données environnementales, l'affichage environnemental que la France veut expérimenter alors que la Commission européenne a annoncé en 2013 le lancement pour trois ans de l'expérimentation de calcul de l'empreinte environnementale des produits et organisations. Les apports de l'Open-data, le travail collaboratif, le développement de pièces détachées produites par imprimantes 3D pourraient aussi y contribuer.

## Outils
Plusieurs outils ont été créés dans les différents pays afin de faciliter l'émergence de l'économie circulaire.

### France
Comme l’explique La Gazette des communes dans un article intitulé « Les collectivités territoriales, catalyseurs attendus de l’économie circulaire » ; les collectivités territoriales peuvent, grâce à divers outils à leur disposition, favoriser le développement de l’économie circulaire :
- l'Agence de l'environnement et de la maîtrise de l'énergie (ADEME) ;
- l'Institut de l'économie circulaire ;
- l'Association Orée.

En 2014 (juin), un guide méthodologique et un rapport destiné aux régions et départements, sont produits par le Commissariat général au développement durable (CGEDD). Le Guide permet d'analyser et de comptabiliser les « flux de matières » (résultant des interactions entre activités humaines et environnement, comme les minerais extraits, les déchets recyclés, les matières premières exportées et importées, les gaz à effet de serre émis, etc.). Il vise à mieux connaître, pour mieux agir, et pouvoir ainsi mieux définir les enjeux de l'économie circulaire, et mettre en place des politiques ciblant les améliorations possibles.
Le 22 janvier 2015 une conférence portant sur les rôles des acteurs publics sur le développement de l’économie circulaire dans les territoires. Cette conférence a été organisée par le ministère de l'Écologie, du Développement durable et de l'Énergie et le ministère de l’Économie, de l’Industrie et du Numérique et l’IFORE et l’Institut de la gestion publique et du développement économique (IGPDE), en collaboration avec l'ADEME, l'Institut de l'économie circulaire et avec le soutien des associations représentatives des collectivités territoriales et de leurs élus, dont l'Association des régions de France (ARF).
En 2017, le 24 octobre le gouvernement a annoncé lancer une « feuille de route de l’économie circulaire » avec ouverture le 30 octobre d'une consultation publique en ligne (basée sur un questionnaire), qui doit alimenter des débats et ateliers qui suivront avec cinq thèmes considérés : « mieux consommer », « mieux trier pour mieux recycler », « mieux produire », « mobiliser les acteurs », « financer la transition vers l’économie circulaire » avant sa présentation par le premier ministre le 23 avril 2018.

### Canada
Cette section ne s'appuie pas, ou pas assez, sur des sources secondaires ou tertiaires indépendantes du sujet. Le texte peut contenir des analyses inexactes ou inédites de sources primaires.
Pour l'améliorer, ajoutez-en, ou placez des modèles {{Source secondaire souhaitée}} ou {{Source secondaire nécessaire}} sur les passages mal sourcés. (janvier 2023)
Au Canada, de grandes entreprises et des dirigeants d’ONG invitent le pays à adopter le modèle « zéro-déchet » en déployant les stratégies de l’économie circulaire.
Au Québec, l’Institut de l’environnement, du développement durable et de l’économie circulaire (EDDEC) a développé en 2018 un nouveau schéma illustrant le modèle de l’économie circulaire afin d’initier de nouveaux publics aux principes de base de ce type d'économie. En l’absence d’une définition consensuelle internationale, l’Institut EDDEC ainsi qu’une quinzaine d’acteurs stratégiques ont co-construit une définition de l’économie circulaire: « Système de production, d’échange et de consommation visant à optimiser l’utilisation des ressources à toutes les étapes du cycle de vie d’un bien ou d’un service, dans une logique circulaire, tout en réduisant l’empreinte environnementale et en contribuant au bien-être des individus et des collectivités ».
RECYC-QUÉBEC organise le 5 décembre 2018 les premières Assises québécoises de l’économie circulaire, en collaboration avec le ministère de l'Économie et de l'Innovation (MÉI) et l'Institut EDDEC. Véritable événement phare pour l’économie circulaire au Québec, les Assises sont une occasion unique pour faire un état de la situation, partager les initiatives innovantes et identifier les opportunités à saisir collectivement.
D’autres organisations comme le Centre de Transfert technologique en Écologie Industrielle (CTTÉI) et Second Cycle, offrent des services techniques et scientifiques afin de faciliter les échanges entre les entreprises du territoire.
En Outaouais, le Conseil régional de l'environnement et du développement durable de l'Outaouais (CREDDO) et ses partenaires déploient depuis 2016 une symbiose industrielle permettant l’échange de matières entre les entreprises participantes. Le 5 décembre 2018, il lance le premier recueil de pratiques en économie circulaire au Québec.

## Obstacles
Les études identifient quatre types de barrières à l'économie circulaire :
- Barrières techniques : par exemple la qualité insuffisante de matériaux issus de certains procédés de recyclage ;
- Barrières de marché ou financières : par exemple prix moindre des matières premières vierges ;
- Barrières sociales ou culturelles : par exemple les habitudes et préférences d’usages ;
- Barrières institutionnelles ou réglementaires : par exemple les subventions à l’économie linéaire (créant ou renforçant des barrières de marchés).

Il existe également des barrières internes aux entreprises :
- Aversion pour le risque ;
- Horizon court-termiste ;
- Réflexion dominée par les aspects économiques ;
- Réticence à opérer des arbitrages par rapport au fonctionnement et aux ressources mobilisées pour la production actuelle ;
- Manque de ressources en capital ;
- Manque de connaissances.

## Indicateurs pour le suivi de l'économie circulaire
Le ministère de la transition écologique de France retient en 2021 11 indicateurs-clés pour le suivi de l'économie circulaire :
- la consommation intérieure de matières par habitant[78] ;
- la productivité matières[79] ;
- l'empreinte matières ;
- l'écolabel européen ;
- le nombre de démarches d'écologie industrielle et territoriale ;
- le nombre d'entreprises et de collectivités ayant bénéficié d'un dispositif d'accompagnement sur l'économie de la fonctionnalité par l'Ademe ;
- le gaspillage alimentaire ;
- les dépenses des ménages consacrées à l'entretien et à la réparation des produits (hors entretien des véhicules) ;
- l'évolution des tonnages de déchets mis en décharge ;
- l'incorporation des matières premières de recyclage dans les processus de production ;
- les emplois de la réparation de biens et du recyclage de matériaux.

## Formations en économie circulaire

### France
Dans une étude publiée en avril 2025, Jennifer DERAM, Chargée d'études au Céreq publie une étude mentionnant que « le travail en ressourcerie permet de redonner confiance et de recréer du lien social, mais les perspectives d'emploi durable restent un défi majeur. » L’étude appelle à une réflexion sur la qualité et la stabilité des emplois créés dans le cadre de l'économie circulaire, afin de toujours mieux sécuriser les trajectoires professionnelles des salariés les moins qualifiés.
- UniLaSalle Campus de Rennes - École des métiers de l'environnement : mastère spécialisé Économie circulaire : les outils de l’Écologie industrielle et de l’Éco-conception.
- Université Technologique de Troyes : une des premières universités françaises à avoir développé une offre de formation en écologie industrielle et écoconception via le master IMEDD en même temps que des programmes de recherche
- Université du Maine : master Déchets et Économie circulaire.
- École ingénieur ESAIP : spécialisation en économie circulaire.
- Université de Montpellier - Institut Montpellier Management : Master MTEEC (Management de la Transition Ecologique et de l'Économie Circulaire)